# Eleição parlamentar na Costa do Marfim em 2011
A eleição parlamentar marfinense de 2011 ocorreu em 11 de dezembro. Sua realização foi resultado de um cessar-fogo estabelecido entre as forças armadas ligadas ao governo e as milícias rebeldes, assinado em 2007. O Reagrupamento dos Republicanos (RDR), partido do presidente Alassane Ouattara, eleito na contestada eleição presidencial de 2010, sagrou-se vencedor do pleito, elegendo 127 dos 255 deputados da Assembleia Nacional, ficando a apenas 1 cadeira de obter a maioria absoluta. Outros 5 partidos políticos lograram ter representação política ao eleger deputados para o parlamento marfinense. Houve ainda 35 candidatos independentes eleitos.

## Resultados eleitorais
| Partido                           | Partido                                              | Votos     | %     | Cadeiras | +/– |
| --------------------------------- | ---------------------------------------------------- | --------- | ----- | -------- | --- |
|                                   | Reagrupamento dos Republicanos                       | 819 086   | 41.83 | 127      | 122 |
|                                   | Partido Democrata da Costa do Marfim                 | 564 958   | 28.85 | 77       | 17  |
|                                   | União por Democracia e Paz na Costa do Marfim        | 61 898    | 3.16  | 7        | 7   |
|                                   | Reagrupamento de Houphouëtistas por Democracia e Paz | 32 041    | 1.64  | 4        | 4   |
|                                   | Movimento das Forças do Futuro                       | 14 750    | 0.75  | 3        | 2   |
|                                   | União pela Costa do Marfim                           | 9 757     | 0.50  | 1        | 1   |
|                                   | Candidatos independentes                             | 418 309   | 21.36 | 35       | 13  |
| Total de votos válidos            | Total de votos válidos                               | 1 958 332 | 94.57 | –        | –   |
| Votos inválidos (brancos e nulos) | Votos inválidos (brancos e nulos)                    | 112 461   | 5.43  | –        | –   |
| Total de votos registrados        | Total de votos registrados                           | 2 070 793 | 100   | –        | –   |
| Eleitorado apto a votar           | Eleitorado apto a votar                              | 5 664 377 | 36.56 | –        | –   |